# 常河营乡
常河营乡，是中华人民共和国辽宁省朝阳市北票市下辖的一个乡镇级行政单位。

## 行政区划
常河营乡下辖以下地区：
常河营村、姜家店村、新立屯村、马家营村、老爷庙村、新建村和马窝铺村。